# Nannofossile
Un nannofossile, o nanofossile, (dal greco nannos, molto piccolo) è un fossile di dimensioni piccolissime, inferiori ai 50 µm.
I nannofossili comprendono i coccoliti e le coccosfere di una specie di alghe unicellulari, le  aptofite; queste coccosfere vengono create da un organismo detto coccolitoforo. Gli scheletri calcarei di questi organismi si trovano nei depositi marini in quantità anche molto importanti, tanto che possono anche essere la componente principale di alcune rocce "marine", come il gesso di Inghilterra. È nota anche una specie di acqua dolce.
I nannofossili più antichi risalgono alla fine del Triassico (Carnico) e sono stati principalmente rinvenuti nelle Alpi calcaree, a Timor, nel Sud-Est dell'Australia e nelle Queen Charlotte Islands (Canada), quindi finora in siti di bassa latitudine.
Sebbene i nannofossili siano in numero molto elevato, il loro studio non è sempre semplice, in quanto a causa della dissoluzione del carbonato di calcio in acqua di mare la loro conservazione è compromessa in sedimenti di acque profonde e essendo così piccoli, vi è una alta probabilità di contaminazione dei campioni.